# ¡Adios Amigos!
¡Adiós Amigos! (španělsky „Na shledanou, přátelé“) je čtrnácté a poslední studiové album americké punk rockové skupiny Ramones. Jeho nahrávání probíhalo od ledna do února 1995 a vyšlo v červenci téhož roku u vydavatelství Radioactive Records (US) a Chrysalis Records (UK). Album produkoval Daniel Rey.

## Pozadí
Album Adios Amigos bylo nahráno ve studiu Baby Monster Studios v New Yorku a bylo třetím albem skupiny pod vydavatelstvím Radioactive Records poté, co opustila Sire kvůli nedostatečnému prodeji a nízkému úspěchu v žebříčcích. Vztahy v kapele byly napjaté, především kvůli zhoršujícímu se zdravotnímu stavu Joeyho Ramonea, kterému byla diagnostikován Non-Hodgkinův lymfom, jeho dlouholeté nevraživosti s Johnnym Ramonem a také rostoucímu napětí mezi Markym a CJ-em. Produkce alba se ujal dlouholetý přítel kapely Daniel Rey, kterého měli všichni členové v oblibě a který uměl zajistit pohodovou atmosféru při nahrávání.

## Kompozice a skladby
V autobiografii Commando z roku 2012 Johnny Ramone albu udělil známku „B+“ a uvedl: „Některá z našich alb měla tři nebo čtyři opravdu silné skladby, zatímco zbytek byl docela slabý. Ale u tohoto alba jsou i ty méně výrazné skladby docela dobré.“
Ačkoli basista a skladatel písní Dee Dee Ramone kapelu opustil po albu Brain Drain (1989), ¡Adios Amigos! obsahuje šest jeho skladeb, z toho tři již dříve vydané. Skladba „The Crusher“ byla původně nahrána pro jeho debutové sólové album Standing in the Spotlight (rapové album vydané pod jménem Dee Dee King), zatímco skladby „Making Monsters for My Friends“ a „It's Not for Me to Know“ byly poprvé nahrány pro album I Hate Freaks Like You z roku 1994, které nahrával s kapelou I.C.L.C. Album dále obsahuje coververze skladby Toma Waitse „I Don't Want to Grow Up“ a skladby Johnnyho Thunderse „I Love You“.
Americká verze alba obsahuje skrytou skladbu „Spiderman“, která se mírně liší od verze, kterou Ramones původně nahráli pro tribute album Saturday Morning. Japonská verze a repríza alba od vydavatele Captain Oi obsahují bonusovou skladbu „R.A.M.O.N.E.S.“, kterou původně nahráli Motörhead jako poctu Ramones na albu 1916 z roku 1991.

## Produkce a nahrávání
Johnny Ramone uvedl, že ¡Adios Amigos! má možná nejlepší ze všech kytarových zvuků, které kdy slyšel.
C.J. Ramone zpívá hlavní vokály u skladeb alba „Makin Monsters for My Friends“, „The Crusher“, „Cretin Family“ a „Scattergun“, stejně jako na bonusové skladbě „R.A.M.O.N.E.S.“ Dee Dee Ramone se poprvé od roku 1989 objevil na albu Ramones v části přechodu závěrečné skladby „Born to Die in Berlin“, kdy zpívá německy a jeho nahrávka byla provedena telefonicky.

## Obal alba
Obal alba ¡Adios Amigos!, na němž jsou zobrazeni dva allosauři v sombrerech, je digitálně upravenou verzí obrazu umělce Marka Kostabiho s názvem Enasaurs, na kterém dinosauři nosí žluté čarodějnické klobouky. Johnny Ramone dodal, že dinosauři vystihovali přesně to, jak se tehdy cítili. Kostabiho obraz byl na oplátku převzat a upraven z díla George Geselschapa.

### Zadní obal
Na zadním obalu je kapela znázorněna svázaná a připoutaná těsně před tím, než ji popraví střelecká skupina. Johnny uvedl, že vyžadoval, aby kapela nebyla fotografována čelem, protože byl „velmi ochranitelský“, pokud šlo o to, jak vypadali, a někteří z nich „vypadali hůře než ostatní.“ Dodal také: „Žádal jsem, aby na zádech střelecké skupiny, která nás popravovala, byl uveden název vydavatelství, ale s tím nechtěli souhlasit.“

### Detaily a pozadí obalu
Spící Mexičan sedící vedle kapely je jejich dlouholetý road manager Monte Melnick. Melnick vysvětlil: „Ve starých kovbojských filmech vždycky vidíte, že někde na zemi spí Mexičan, takže si mysleli, že to přidá na atmosféře. Fotografování zadního obalu bylo opravdu sranda, byť mnohým se přední obal moc nelíbil.“ Podle Melnicka Marky Ramone miloval album díky produkci Daniela Reye, ale obal považoval za „hrozný“. „Trochu se s tím mohu ztotožnit, protože jsem se někdy cítil jako dinosaurus, ale nevím, jak do toho zapadají mexické klobouky a podobné prvky,“ řekl Johnny.
Melnick dále uvedl, že několik pozdějších obalů album Ramones navrhoval manažer Gary Kurfirst bez jakéhokoli příspěvku kapely, což vyplývalo ze sporu o merchandisingové honoráře. Kurfirst, sběratel umění, totiž „kupoval umělecká díla, nalepoval je na obal a věřil, že tím zvýší hodnotu svého obrazu.“

## Přijetí
| Skóre recenzí        | Skóre recenzí |
| Zdroj                | Hodnocení     |
| -------------------- | ------------- |
| AllMusic             | [ 6 ]         |
| Robert Christgau     | N             |
| Entertainment Weekly | A-            |
| Punknews.org         | [ 9 ]         |
| Q                    | [ 10 ]        |
| Rock Hard            | [ 11 ]        |
| Rolling Stone        | [ 10 ]        |
| Uncut                | [ 10 ]        |

### Kritika
Album ¡Adios Amigos! obdrželo smíšené až pozitivní recenze a mnoho fanoušků ho vnímalo jako návrat kapely ke své klasické formě. Evelyn McDonnellová z Entertainment Weekly ocenila album známkou „A−“ a uvedla, že „jejich blitzkrieg bop nejen nezestárl, ale je aktuálnější než kdy předtím.“
V retrospektivní recenzi pro AllMusic označil Stephen Thomas Erlewine album za „obdivuhodný způsob, jak se rozloučit.“ Dodal, že album navrací část inspirace z alba Too Tough to Die a představuje zlepšení oproti jejich předchozím albům Brain Drain a Mondo Bizarro, a současně se téměř ubírá k vlastní sebeparodii. Nakonec konstatoval, že to byl správný způsob, jak uzavřít danou etapu – „roztáčí to a rozjíždí, a rozhodně to není ostuda.“

### Komerční úspěch
Na rozdíl od dlouhodobé neschopnosti Ramones prorazit v hitparádách se verze skladby Toma Waitse „I Don't Want to Grow Up“, kterou kapela nazpívala, stala mírným hitem. Podařilo se ji prorazit do top 40 žebříčku Billboard's Modern Rock Tracks, přičemž dosáhla vrcholu na 30. příčce.

## Seznam skladeb
| Pořadí         | Název                                                          | Autor                                     | Délka |
| -------------- | -------------------------------------------------------------- | ----------------------------------------- | ----- |
| 1.             | I Don't Want to Grow Up                                        | Tom Waits, Kathleen Brennan               | 2:46  |
| 2.             | Makin Monsters for My Friends                                  | Dee Dee Ramone, Daniel Rey                | 2:35  |
| 3.             | It's Not for Me to Know                                        | Dee Dee Ramone, Daniel Rey                | 2:51  |
| 4.             | The Crusher                                                    | Dee Dee Ramone, Daniel Rey                | 2:27  |
| 5.             | Life's a Gas                                                   | Joey Ramone                               | 3:34  |
| 6.             | Take the Pain Away                                             | Dee Dee Ramone, Daniel Rey                | 2:42  |
| 7.             | I Love You                                                     | Johnny Thunders                           | 2:21  |
| 8.             | Cretin Family                                                  | Dee Dee Ramone, Daniel Rey                | 2:09  |
| 9.             | Have a Nice Day                                                | Marky Ramone, Garrett James Uhlenbrock    | 1:39  |
| 10.            | Scattergun                                                     | C. J. Ramone                              | 2:30  |
| 11.            | Got a Lot to Say                                               | C. J. Ramone                              | 1:41  |
| 12.            | She Talks to Rainbows                                          | Joey Ramone                               | 3:14  |
| 13.            | Born to Die in Berlin                                          | Dee Dee Ramone, John Carco                | 3:32  |
| 14.            | R.A.M.O.N.E.S. (pouze na japonské verzi; původně od Motörhead) | Phil Campbell, Würzel, Lemmy, Phil Taylor | 1:24  |
| 15.            | Spider-Man (pouze na americké verzi)                           | Paul Francis Webster, Robert Harris       | 1:56  |
| Celková délka: | Celková délka:                                                 | Celková délka:                            | 33:58 |

## Obsazení
- Joey Ramone – zpěv
- Johnny Ramone – kytara
- C. J. Ramone – baskytara, doprovodný zpěv, zpěv
- Marky Ramone – bicí

## Žebříčky

### Alba
| Žebříček (1995)               | Vrcholní příčka |
| ----------------------------- | --------------- |
| Británie (OCC)                | 62              |
| Japonsko (Oricon)             | 61              |
| Skotsko (OCC)                 | 81              |
| Spojené státy (Billboard 200) | 147             |
| Švédsko (Sverigetopplistan)   | 16              |

### Singly
| Singl                     | Žebříček (1995)                           | Příčka |
| ------------------------- | ----------------------------------------- | ------ |
| „I Don't Want to Grow Up“ | Kanada (RPM Rock/Alternative)             | 18     |
| „I Don't Want to Grow Up“ | Spojené státy (Billboard Mainstream Rock) | 30     |